# Pelourinho de Póvoa de Santa Cristina
O Pelourinho de Póvoa de Santa Cristina é um pelourinho situado na freguesia de Tentúgal, no município de Montemor-o-Velho, distrito de Coimbra, em Portugal.
Está classificado como Imóvel de Interesse Público desde 1933.